# Eddy Napoli
Eddy Napoli, pseudonimo di Eduardo De Crescenzo (Roma, 11 giugno 1957), è un cantante italiano.

## Biografia
Napoletano d'origine ma nato a Roma  dove in quegli anni viveva suo padre,  Vincenzo De Crescenzo, il poeta della famosa Luna rossa.  È cugino dell'omonimo cantante e musicista Eduardo De Crescenzo. È stato a lungo il solista de L'Orchestra Italiana di Renzo Arbore. È autore e compositore di musiche per opere teatrali e cinematografiche di Vincenzo De Crescenzo, Carlo Buccirosso, Pupella Maggio, Nunzio Gallo, Mario Merola nonché di canzoni, tra gli altri, per Roberto Murolo, Raffaella Carrà. Protagonista di un concerto live nel 2004 al Teatro di Erode attico in Atene con Dulce Pontes, nel 2010 ha composto il singolo Malaunità dedicato in chiave critica all'anniversario dell'Unità d'Italia.

## Discografia parziale

### Discografia solista

#### Album
- 1994 - Siente
- 1998 - Luna Rossa
- 2005 - Mesogios
- 2008 - Napulitanata
- 2012 - Eddy canta Napoli (Produzioni)

### Discografia con L'Orchestra Italiana
- 1992 - Napoli. Punto e a capo
- 1994 - Napoli due punti. E a capo
- 1995 - Napoli: punto esclamativo! Internescional uei!